# Brissac-Quincé
Brissac-Quincé là một xã thuộc tỉnh Maine-et-Loire trong vùng Pays de la Loire tây nước Pháp. Xã này nằm ở khu vực có độ cao trung bình 59 mét trên mực nước biển.
Lâu đài Brissac nằm ở xã này.